# 巴东胡颓子
巴东胡颓子（学名：Elaeagnus difficilis）为胡颓子科胡颓子属下的一个种。